# Abelardo Luján Rodríguez
Abelardo Luján Rodríguez va néixer en Guaymas, Sonora, el 12 de maig de 1891. Va ser president substitut de Mèxic de 1932 al 1934. Va morir en La Jolla, Califòrnia, el 13 de febrer de 1967.
Abelardo L. Rodríguez es va unir a la lluita revolucionària el 1913 com a tinent de guerra, va participar en la batalles del Bajío el 1915 en les quals Pancho Villa va ser derrotat. A més va secundar la rebel·lió d'Agua Prieta el 1920 i va ser cap de l'estat major de Plutarco Elías Calles i comandant militar del districte Nord de Baixa Califòrnia de 1929 fins a 1930. També va ser secretari d'Indústria, Comerç i Treball, així com de Guerra i Marina sota l'administració d'Ortiz Rubio, que poc temps després va arribar a la presidència de Mèxic per cobrir els últims dos anys del període. I durant el seu govern es va fundar el Banc Hipotecari i d'Obres Públiques i es va inaugurar el Palau de Belles arts; així mateix, es va establir l'educació socialista en reformar-se a l'article 3 constitucional. Però el seu major assoliment va ser consistir a aplanar el camí per a la successió presidencial de 1934 en la qual va resultar electe Lázaro Cárdenas. I després de concloure el seu mandat va ser cap militar del Golf de Mèxic durant la Segona Guerra Mundial i governador de Sonora de 1943 fins a 1949.